# フレーム (オートバイ)
オートバイのフレームとは、オートバイの車体の骨格を構成する部品、あるいは構造である。

## 概要

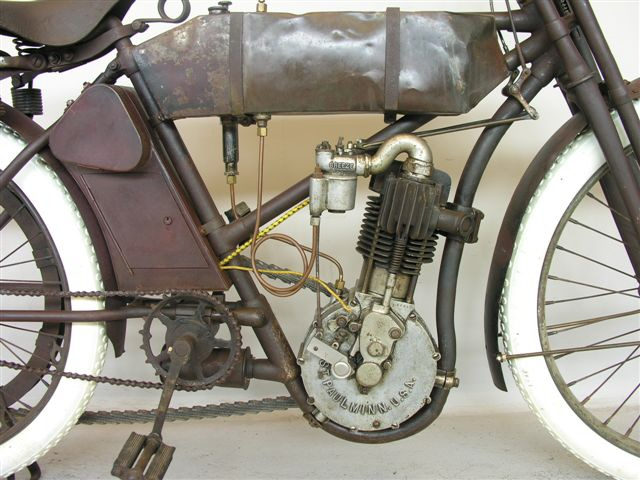
歴史的なフレームの一例。鉄のパイプでできている。

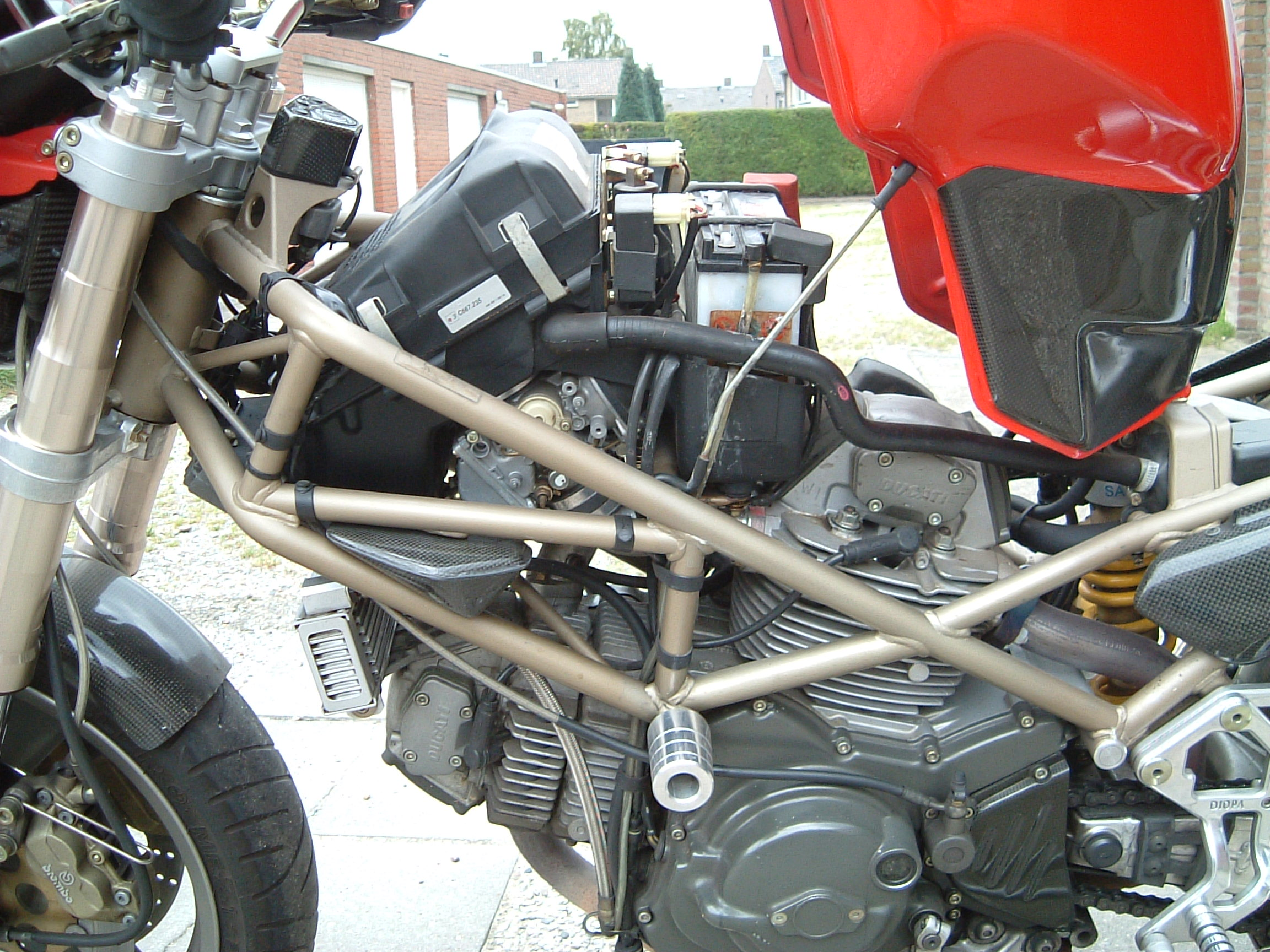
シートや燃料タンクを外し、フレームをよく見えるようにした状態。

フレームはオートバイの骨格であり、主要な部品を固定する役割を果たしている。車体構造の中核として、サスペンションやステアリング機構の基部を保持し、エンジンもフレームに固定される場合が多い。フレームのうち、座席やリアフェンダーなどの部品を支える車体後方の構造はサブフレームと呼ばれる場合があり、メインフレームから着脱できる構造のものもある。
市販されているオートバイのフレームには通常、フレームナンバーと呼ばれる、車体ごとに異なる番号が打刻されている。部品を交換したりフレームを加工して外見や機能が全く異なるオートバイとなった場合でも、フレームナンバーが変わらなければ、法的には「同一の車体」として扱われる。

## 形式
フレームにはいくつかの形式があり、それぞれに剛性や重量、加工コストや材料コスト、メンテナンス性などに異なる長所や短所の特徴を持っている。それぞれの車種に求められる特性や車種ごとの開発コンセプトなどに応じて、どの形式が用いられるかは設計段階で選択されている。

### クレードルフレーム
クレードルとは「ゆりかご」という意味。フロントタイヤを支えるフロントフォークの支点と、後輪を支えるスイングアームの支点を、エンジンを取り囲むように上下にパイプを配したもの。エンジン下部にまわるパイプが1本のものを「シングルクレードル」、2本のものを「ダブルクレードル」、途中で1本から2本に変わるものを「セミダブルクレードル」という。

### ダイヤモンドフレーム
クレードルフレームの変形。エンジン下部にまわるフレーム部材を省略しエンジン自体を強度部材として使用するもの。クレードルフレームの下部を切断したかたちをしている。

### ボックスフレーム
ダイアモンドフレームの変形。エンジン上部のフレーム部材をエンジンの左右に迂回させたもの。この部分のフレーム部材は断面を日の字や目の字にして強化されたものが多い。ドゥカティなどが採用する鋼管トレリスフレームや、#ツインスパーフレームも広義にはこのフレーム形式に含まれる。

### バックボーンフレーム
大口径の管状のフレームにエンジンを吊り下げる形式のもの。鉄板をプレスし溶接することで量産が容易なため多く用いられてきた。エンジンを強度部材として併用するものはダイアモンドフレームの要素を持っている。

### アンダーボーンフレーム
主にスクーターに使用されているフレーム形式。メインフレームが足元を通っているためにこう呼ばれる。しかし車体の中心であるエンジンの下を通っている訳ではないので低床バックボーンとも呼ばれる。

### モノコックフレーム
バックボーンをプレス材などを用いたモノコック構造としたもの。プレスと溶接による大量生産が可能なため、コストを重視するビジネスバイクに多く見られた。また、競技専用車両・NR500においても、モノコックフレームをダイアモンド要素と組み合わせたレーシングマシーンが存在する。

### フレームレス
ダイアモンドフレームの変形。エンジン自体が主たる強度部材であり、サスペンションや乗車装置などは直接、あるいはサブフレームを介してエンジンに取り付けられる。

### ツインスパーフレーム
広義のボックスフレームの一種で、エンジンを2本の極太フレームが左右から抱え込みながらステアリングヘッドとリアピボットを直結する形状をしており、主にSS（スーパースポーツ）車に使われる。多くはアルミニウム合金製で、レース車両に多く用いられている。
2本の極太フレームはアルミニウム合金板のプレス材をモナカ状に溶接したもの、もしくは異型の目の字アルミニウム合金の引き抜き材を組み合わせて造られている。
このフレームは軽量で剛性に優れるが、鋼製フレームに比して弾性変形が少ないため、リアサスペンションで吸収できなかった外乱をそのままステアリング系に伝えてしまう問題がある。最近では故意に剛性を落としてある程度の弾性変形を許容させたり、リアピボットをフレームからエンジンに移動させることで高度の操縦性を狙うものが増えている。
現在は多くのレース車両がツインスパーフレームを用いているが、カワサキのセミモノコックフレームやKTMの鋼管フレームなど多様なものが使われている。